# Delia impilosa
Delia impilosa är en tvåvingeart som beskrevs av Masayoshi Suwa 1977. Delia impilosa ingår i släktet Delia och familjen blomsterflugor.
Artens utbredningsområde är Nepal. Inga underarter finns listade i Catalogue of Life.